# Баххагел
Баххагел (њем. Bachhagel) општина је у њемачкој савезној држави Баварска. Једно је од 27 општинских средишта округа Дилинген ан дер Донау. Према процјени из 2010. у општини је живјело 2.350 становника. Посједује регионалну шифру (AGS) 9773112.

## Географски и демографски подаци
Баххагел се налази у савезној држави Баварска у округу Дилинген ан дер Донау. Општина се налази на надморској висини од 471 метра. Површина општине износи 19,7 km². У самом мјесту је, према процјени из 2010. године, живјело 2.350 становника. Просјечна густина становништва износи 119 становника/km².